# Windehausen
Windehausen là một đô thị ở huyện Nordhausen, trong bang Thüringen, Đức. Đô thị Windehausen có diện tích 5,93 km².